# Jiquipilco (kommun)
Jiquipilco är en kommun i Mexiko. Den ligger i nordvästra delen av delstaten Mexiko och cirka 60 km nordväst om huvudstaden Mexico City. Den administrativa huvudorten i kommunen är Jiquipilco, med 1 938 invånare år 2010. San Bartolo Oxtotitlán är det största samhället med drygt 5 000 invånare.
Kommunen grundades den 27 september år 1822. Vid folkräkningen 2010 hade Jiquipilco kommun sammanlagt 69 031 invånare. Kommunens area är 272,56 kvadratkilometer. Jiquipilco tillhör Region Atlacomulco.
Kommunpresient sedan 2019 är Marisol González Torres från Institutionella revolutionära partiet (PRI).